# Darby Field
Darby Field (Boston, 1610 - Dover, 1649) est un interprète et explorateur américain, célèbre pour avoir le premier atteint le sommet du mont Washington en 1642.

## Biographie
Établi à Durham (New Hampshire, 1638), il y dirige un ferry faisant la liaison Durham-Newington à travers la baie.
Interprète entre les colons et les tribus indiennes, il effectue l'ascension du mont Washington en 1642 en compagnie de deux Amérindiens.

## Hommage
Le mont Field dans les montagnes Blanches a été nommé en son honneur.